# 高木りな
髙木 りな（たかぎ りな、3月22日 - ）は、日本の女優。本名：髙木 里奈（たかぎ りな）。
静岡県沼津市出身。血液型O型、身長166cm。所属事務所はトップコート→AGAPE management。
大韓民国でも活動。韓国ではチャン・ジン監督が代表を務めるFilm it Sudaに所属。

## 人物・来歴
1995年から雑誌やコマーシャルで活動後、1999年に「パーフェクトラブ!」でドラマデビュー。
兄は男優の高木トモユキ。
趣味は映画鑑賞、サーフィン、旅行。特技は韓国語。
2013年2月14日のブログで韓国人男性と入籍を発表し、2013年10月13日韓国で式を挙げた。
2014年現在カリフォルニア・ロサンゼルスに生活の拠点を移しハリウッドでコマーシャルや映画に出演中。
2017年1月、自身のブログで第1子男児を出産したことを公表。
2019年5月、第2子妊娠中を公表。

## 出演

### テレビドラマ
- パーフェクトラブ!（1999年7月-9月、フジテレビ）
- 土曜ワイド劇場「車椅子の弁護士・水島威7」（1999年12月、テレビ朝日）
- 二千年の恋（2000年1月-3月、フジテレビ）
- つぐみへ…〜小さな命を忘れない〜（2000年7月-9月、テレビ朝日）
- 編集王（2000年10月-12月、フジテレビ）
- カバチタレ!（2001年1月-3月、フジテレビ）
- 嫁はミツボシ。（2001年4月-6月、TBS）
- 氷点2001（2001年7月-9月、テレビ朝日）
- トリック TRICK2（テレビ朝日） - 小早川恭子 役
  - 第6話「失踪者を必ず見つけ出す男」（2002年2月15日）
  - 第7話「失踪者必ず発見の謎〜解決編」（2002年2月22日）
- ウエディングプランナー SWEETデリバリー（2002年4月-6月、フジテレビ）
- Pな彼女・第3シリーズ「最後の夏休み」（2002年9月、BS-i）
- よど号ハイジャック事件122時間の真実（2002年9月、日本テレビ）
- 火曜サスペンス劇場「十二月の花嫁」（2002年12月、日本テレビ）
- 愛の劇場「ダンシングライフ」（2003年5月-6月、TBS）
- 土曜ワイド劇場「タクシードライバーの推理日誌17・追跡する女乗客の秘密」（2003年7月、テレビ朝日） - 浜野弘子 役
- 相棒 season2 第4話「消える銃弾」（2003年11月5日、テレビ朝日） - 十和田ケイコ 役
- 夜王（2006年1月-3月、TBS）
- ドラマコンプレックス「銭華 銀座ホステス株バトル」（2006年6月、日本テレビ）
- パーフェクト・パートナー（2007年3月、WOWOW）
- 砂時計（2007年3月-6月、TBS）
- テロワール（原題 떼루아・テルア）（2008年12月-2009年2月、SBS韓国）
- 恋するメゾン。〜Rainbow Rose〜（2012年4月-6月 テレビ東京）

### 映画
- GO（2001年、行定勲監督）
- Jam Film 2（2003年、オムニバス） - 「FASTENER」に出演
- ウォーターズ（2006年、西村了監督）
- エコエコアザラク B-page（2006年、太一監督）
- 素敵な夜、ボクにください（2007年、中原俊監督）
- 怪談・牡丹燈篭 もっともっと 愛されたかった。（2007年、吉田剛也監督）
- 時間の森（2012年、ソン・イルゴン監督） - ドキュメンタリー映画
- お嬢さん（2016年、パク・チャヌク監督）

### CM
- NEC「BIGLOBE」（2000年）
- 花王「アタックシート」（2001年）
- アサヒビール「Dew」（2005年）
- KIA自動車「LOTZE」（2007年、韓国のみ）- キム・ミョンミン、キム・ヒョンミンと共演
- オリオンビール・南国物語（2007年）沖縄産ビール・沖縄限定CM
- Haatz（2007年、韓国のみ）
- JT「Roots」「リナ篇」（2008年）
- SC第一銀行（2009年・韓国のみ）
- Olive TV (2011年・韓国のみ)
- ハンゲーム (2011年)
- 江原道広報 (2012年)
- エスティローダー サイバー ホワイト ブリリアント BBクリーム (2012年・韓国のみ)
- Samsung システムエアコン (2012年・韓国のみ)

### 舞台
- タワーリングライフ（2002年、紀伊国屋サザンシアター）
- ROOF TOP So-netPRODUCEブロードバンドシアターVol.1（2003年、SOMIDホール）
- スター誕生（2004年、青山劇場）
- 落ちる飛行機の中で（2005年、新宿・スペース107）

### その他
- Cardict〜クルマ愛好者へ送る至上の時間（2007年-、パソコンテレビGyaO）- アシスタント
- carview特別企画　フォレスター（2008年）
- carview特別企画　エクシーガ(2008年)
- 火星人ウィルス　화성인 바이러스(2010年 tvN韓国)
- ラジオ K-POP TRAIN(2011年 JFN系列)
- 2011年度　沼津市観光大使 燦々ぬまづ大使（第21期生）
- 2012年度　静岡県観光大使 ふじのくに静岡大使